# Нефан-Узень
Нефа́н-Узе́нь (укр. Нефан-Узень, крымскотат. Nefan Özen, Нефан Озен) — балка на юго-восточном берегу Крыма, левый приток балки Андус. Длина водотока 5,2 км, площадь водосбора 6,57 км². Образуется на склоне горы Ликон (южном склоне Караби-яйлы) Главной гряды Крымских гор, истоком принято считать популярный (включённый во множество туристических маршрутов) источник Нефан-Узень, или Придорожный. Балка пролегает в направлении на юго-восток, в верховье по оврагу Пикси-дере, впадает в Андус в 5 километрах от устья. Водный режим балки характеризуется периодическим стоком, вызванным дождями и снеготаянием, иногда наблюдаются кратковременные ливневые паводки, возможны селевые паводки. У балки, согласно справочнику «Поверхностные водные объекты Крыма», имеется 1 безымянный приток длиной менее 5 километров. Водоохранная зона реки установлена в 50 м